# 北阳镇
北阳镇，是中华人民共和国河南省鹤壁市淇县下辖的一个乡镇级行政单位。

## 行政区划
北阳镇下辖以下地区：
北阳村、东裴屯村、良相村、黄堆村、骑河黄庄村、常屯村、十三里堡村、十里铺村、南史庄村、水屯村、高楼新庄村、南小屯村、大马庄村、西裴屯村、宋窑村、南阳村、王庄村、南宋庄村、玉女观村、枣生村、段窑村、衡门村、上庄村、下庄村、小庄村、刘庄村、武庄村、青羊口村、南山门口村、北山门口村、卧羊湾村、山头村、大水头村和油城村。